# Groenlo
Groenlo – miasto we wschodniej Holandii (prowincja Geldria). Liczy ok. 10 tys. mieszkańców (2008).
W Groenlo urodził się biskup Kundiawy Henk te Maarssen SVD.